# Symphitopsyche angulata
Symphitopsyche angulata är en nattsländeart som beskrevs av Navás 1934. Symphitopsyche angulata ingår i släktet Symphitopsyche och familjen ryssjenattsländor. Inga underarter finns listade i Catalogue of Life.